# Joodse gemeenschap in Alexandrië
De stad Alexandrië kende tussen ca. 300 v.Chr. en 117 na Chr. een vrij grote Joodse gemeenschap. Deze concentreerde zich vooral in het Deltakwartier en nog een andere wijk, hoewel ook daarbuiten synagoges stonden en dus Joden woonden. In de tijd van de Ptolemeeën leefden Alexandrijnen en Joden meestal vreedzaam samen, in de tijd van de Romeinen was er vooral sprake van spanningen, die soms leidde tot hevige onlusten.

## In de tijd van dePtolemaeën

### Tijdens de vroege Ptolemaeën (300-145 v.Chr.)
Hoewel vermoedelijk vrij snel nadat Alexander de Grote de stad stichtte al Joden naar Alexandrië kwamen, is er pas sprake van een Joodse gemeenschap vanaf de tijd van Ptolemaeus I Soter I (plm. 300 v.Chr.). Voor een deel waren dit krijgsgevangenen die door Ptolemaeus meegevoerd waren na zijn veldtochten in het Midden-Oosten, maar ook kwamen veel Joden uit vrije wil naar Alexandrië, aangetrokken door de mogelijkheden die een nieuwe stad bood om financieel of maatschappelijk hogerop te komen (iets wat in Judea zelf veel moeilijker was). In deze periode stond de Joodse gemeenschap nadrukkelijk open voor hellenistische invloeden, overigens zonder de Joodse geloofsovertuiging en levenswijze los te laten. De brief van Aristeas (die betrekking heeft op de tijd van Ptolemaeus II Philadelphus) bevat weliswaar weinig historisch betrouwbare gegevens, maar geeft wel goed de sfeer weer van de Joodse gemeenschap in die tijd: een gemeenschap die goede relaties onderhield met zowel de Joodse aristocratie in Judea als met de Ptolemaese machthebbers.
Het lijkt erop dat de Joodse gemeenschap in Alexandrië sterk groeide in de tijd dat in Judea de Makkabeese opstand (tegen de Seleuciden) woedde. Egypte was een nabijgelegen en logisch toevluchtsoord voor wie het geweld wilde ontvluchten.

### Euergetes II
Aan het begin van het bewind van Ptolemaeus VIII Euergetes II (145 v.Chr.) was er voor het eerst sprake van een conflict tussen de Ptolemaese machthebbers en de Joodse gemeenschap. De aanleiding was erin gelegen dat in de machtsstrijd tussen Euergetes en Cleopatra II de Joodse gemeenschap de zijde van Cleopatra gekozen had, niet in de laatste plaats doordat de Joodse priester Onias IV, die binnen de Joodse gemeenschap veel aanzien genoot, met zijn leger Cleopatra te hulp kwam. Cleopatra delfde echter het onderspit en Euergetes werd koning van Egypte. Hij nam het de Joodse gemeenschap ernstig kwalijk dat zij zijn tegenstanders gesteund hadden en trad hard tegen hen op. Toch was de dreiging voor de gemeenschap groter dan de maatregelen die Euergetes uiteindelijk nam. De Joden legden dit uit als ingrijpen van God. Nog lange tijd vierden zij jaarlijks dat God hen uit de hand van Euergetes verlost had.

### Latere Ptolemaeën (145-30 v.Chr.)
Onder de latere Ptolemaeën deden zich geen noemenswaardige incidenten voor binnen de Joodse gemeenschap. In deze tijd werd kregen verschillende Joden, die in Alexandrië een Griekse opleiding genoten hadden, hoge maatschappelijke functies. Dit zou ook in de vroege Romeinse tijd zo blijven.
Tegen het einde van de Ptolemaese periode namen de spanningen tussen Joden en Grieken in Alexandrië toe. Judea was in 63 v.Chr. een vazalstaat van het Romeinse Rijk geworden. De verbondenheid met Judea maakte dat de Joodse gemeenschap in Alexandrië pro-Romeinse opvattingen had. De spanningen worden geïllustreerd door het optreden van Cleopatra VII, die tijdens een hongersnood weigerde de Joodse gemeenschap van graan te voorzien, maar uitsluitend de Griekse inwoners van de stad wilde voeden.

## In de tijd van de Romeinen

### Onlusten in de tijd van Caligula
In 30 v.Chr. werd Alexandrië een deel van de provincia Alexandria et Aegyptus. De spanningen die het einde van de Ptolemaeïsche periode kenmerkten, verhevigden in deze periode en richtten zich op de juridische status van de Joden in Alexandrië. De Romeinen hanteerden namelijk een belastingsysteem waarbij Romeinse burgers het minst betaalden, Alexandrijnse burgers (vooral de van oorsprong Griekse inwoners van de stad) iets meer en 'vreemdelingen' (waartoe ook de inheemse Egyptenaren gerekend werden) het meest. De Joodse gemeenschap wilde als geheel erkend worden als Alexandrijnse burgers, maar de van oorsprong Griekse inwoners van de stad verzetten zich hiertegen. Ook wilden met name Joden uit de hogere klassen eenvoudiger toegelaten worden tot opleiding aan de ephebeia, die nodig was voor een goede maatschappelijke carrière.
In 37 na Chr. kwamen de spanningen tot een hoogtepunt, mede door toedoen van Aulus Avillius Flaccus, die op dat moment Praefectus Alexandreae et Aegypti was. Hij had door hard optreden in de vijf jaren ervoor in Alexandrië veel politieke tegenstanders, maar wist zich gesteund door keizer Tiberius. Toen deze echter overleed, brak voor Flaccus een onzekere periode aan. Uit vrees dat de Alexandrijnen hem bij Caligula zouden aanklagen, begon hij de Alexandrijnen nadrukkelijk te bevoordelen boven de Joodse gemeenschap. Korte tijd later bezocht Herodes Agrippa I (die net koning van een deel van het Joodse land was geworden) Alexandrië, tot vreugde van de Joodse gemeenschap aldaar. Na zijn vertrek bootste een groep Alexandrijnen op carnevaleske wijze een koningsoptocht na. Dit leidde tot hevige rellen, waarbij Joden en Alexandrijnen slaags raakten, maar waarbij vooral Joden het slachtoffer werden. Flaccus deed hier nog eens een schepje bovenop door juist tegen de Joodse gemeenschap hard op te treden en enkele Joodse leiders publiekelijk te laten martelen, ondanks dat zij Romeinse burgers waren. Ook liet hij beelden van Caligula in de synagoges plaatsen, waardoor deze ongeschikt werden als Joodse gebedsplaats. De Joden durfden de beelden echter niet te verwijderen, aangezien gebeurtenissen die op dat moment in Judea plaatsvonden duidelijk maakten dat Caligula een dergelijke daad als hoogverraad zou opvatten.
Voor Flaccus zelf mocht dit alles echter niet baten: zijn Alexandrijnse tegenstanders klaagden hem toch aan bij Caligula, die hem uit zijn ambt onthief. De nieuwe praefectus, C. Vitrasius Pollio, stemde ermee in dat zowel de Joden als de Alexandrijnen een delegatie naar Caligula zonden om voor hem hun zaak te bepleiten. De Joodse delegatie stond onder leiding van Philo van Alexandrië (ook zijn broer Alexander de Alabarch maakte er deel van uit), de Alexandrijnse delegatie stond onder leiding van Apion. Caligula liet de delegaties echter enkele jaren wachten op een onderhoud. Hij overleed voor hij hen te woord had gestaan. Zijn overlijden bracht een grote groep Joden ertoe wraak te nemen op de Alexandrijnen, die nu veel slachtoffers te betreuren hadden. Ook deze zaak werd naar Rome verwezen.
De nieuwe keizer Claudius besloot uiteindelijk dat Joden vrij waren te leven naar hun tradities, dat de Joden in Alexandrië niet automatisch als Alexandrijnen erkend werden (al werd het degenen die op grond van hun sociale status het Alexandrijns of Romeins burgerrecht al bezaten niet ontnomen) en dat Joden geen recht hadden op de ephebeia. Hiermee was (voorlopig) de rust weergekeerd. De laatste maatregel leidde er echter wel toe dat er in volgende generaties geen Joden meer doordrongen tot de hogere maatschappelijke functies, tenzij zij de Joodse tradities afzwoeren.

### Onlusten in 66 na Chr.
In 66 na Chr. brak in Judea de Joodse Opstand uit. Dit leidde ook in Alexandrië tot rellen. De toenmalige Praefectus Alexandriae et Aegypti Tiberius Julius Alexander (een zoon van Alexander de Alabarch) trad echter hard op. De rellen waren snel onder controle, maar ten koste van een bloedbad onder de Joodse gemeenschap.

### Onlusten in 115-117 na Chr.
Van 115 tot 117 na Chr. braken in verschillende Joodse gemeenschappen in de Joodse diaspora rellen uit, waaronder in Alexandrië. Wat in Alexandrië de aanleiding vormde, is niet geheel duidelijk, maar mogelijk hing dit samen met de messiaanse pretendent Lukuas uit Cyrene. De Romeinen grepen opnieuw hard in en roeiden daarbij de Joodse gemeenschap in Alexandrië vrijwel geheel uit. Na deze gebeurtenissen wordt in de historische bronnen uit de oudheid geen melding meer gemaakt van een Joodse gemeenschap in Alexandrië.